# Holocephalus simoni
Holocephalus simoni är en skalbaggsart som beskrevs av Smith och François Génier 2001. Holocephalus simoni ingår i släktet Holocephalus och familjen bladhorningar. Inga underarter finns listade i Catalogue of Life.